# مونوفلورید کلر
کلرین مونوفلورید (به انگلیسی: Chlorine monofluoride) با فرمول شیمیایی ClF یک ترکیب شیمیایی است. که جرم مولی آن ۵۴٫۴۵ g/mol می‌باشد. 